# 托尼·法戴爾
安東尼·麥可·法戴爾（英語：Anthony Michael Fadell，1969年3月22日—），暱稱托尼·法戴爾（Tony Fadell），生於美國密西根州底特律，設計師、發明家、企業家與創投家。在2006年至2008年間，擔任蘋果電腦iPod部門資深副總裁，主導iPod的研發設計，因此被稱為iPod之父。他也曾參與iPhone的研發。在離開蘋果電腦之後，他創立了Nest Lab，現為創投公司 Future Shape 的負責人。

## 生平
其父是一名銷售業務員，法戴爾從小四處搬家。其祖父送他一台Apple II電腦，引發他對電腦的興趣。高中時期首度創業，開設Quality Computers公司，以朋友家中地下室為辦公室，銷售軟體。
- 1987年，進入密西根大學安娜堡分校電腦工程學系。在校期間，曾創立兩間公司，其中一間開發開發教育軟體，另一間則開發供Apple II使用的電腦處理器。
- 1991年，大學畢業，至加州矽谷，加入General Magic，開發手持裝置的軟體與硬體，其中包括SONY 的MagicLink。1995年，加入飛利浦公司，開發 Velo 和 Nino 個人數位助理，擔任公司副總裁。
- 稍後，法戴爾曾加入Fuse Systems公司，但在2001年網路泡沫時，這間公司倒閉。同年，法戴爾以企業顧問的身份，加入蘋果電腦。他向賈伯斯提出了iPod的構想，得到賈伯斯的支持，開始發展iPod，成為蘋果電腦公司的熱銷商品。2005年開始，他主導開發多點觸控螢幕的技術，這個技術稍後被應用在2007年1月發表的iPhone上。
- 2006年，升任蘋果電腦iPod部門資深副總裁。2008年，為了有更多時間照顧家庭，他離開蘋果電腦。
- 2010年5月，為了打造自己的住宅，他開始研究房屋的加熱與冷卻系統。後與Matt Rogers，於共同創建Nest Lab，以發展智慧型家用設備為主。
- 2014年1月，Google以32億美元現金，併購了Nest Lab。Nest Lab仍然以獨立品牌存在，托尼·法戴爾繼續擔任執行長，直接向拉里·佩奇報告，而另一位創辦者Matt Rogers加入Google[1]。2016年6月3日，托尼·法戴爾宣布辭職，離開Nest Lab。
- Fadell 擁有 300 多項專利，並於 2014 年被《時代》雜誌評為「世界上最具影響力的 100 」之一[2]。2016 年，《時代》雜誌將 Nest Learning Thermostat、iPod 和 iPhone 評為「有史以來最具影響力的 50 款小工具」中的三款[3]。
- Fadell 現為 Future Shape 的負責人，是一家全球投資和顧問公司。為 200 多家從事基礎深度技術的新創公司提供指導。過去十年，Fadell 專注於只到新創公司狀辦人，以及投資這些新創公司[4][5]。
- Fadell的著作《Build：An Unorthodox Guide to Making Things Worth Making》於 2022 年 5 月 3 日出版，被《紐約時報》、《華爾街日報》和《今日美國》評為暢銷書[6][7][7]。

## 腳注
1. ↑  谷歌收購Nest：進軍智能家居市場重要一步 （页面存档备份，存于），北美新浪，鉅亨網新聞中心，2014年01月14日
2. ↑  . Time.   [2022-08-24]. （原始内容存档于2022-08-24） （英语）.
3. ↑  . Time.   [2022-08-24]. （原始内容存档于2022-10-19） （英语）.
4. ↑  . Reuters. 2019-11-01  [2022-08-24]. （原始内容存档于2022-10-19） （英语）.
5. ↑  hstebbings1. . 20VC. 2021-03-15  [2022-08-24]. （原始内容存档于2022-10-19） （英国英语）.
6. ↑  . The New York Times.   [2022-08-24]. ISSN 0362-4331. （原始内容存档于2022-10-19） （美国英语）.
7. 1 2  . Wall Street Journal. 2022-05-26  [2022-08-24]. ISSN 0099-9660. （原始内容存档于2022-10-19） （美国英语）.